# Eddingtonova meja
Eddingtonova mêja [edingtónova ~] je v fiziki naravna meja za svetilnost (oziroma v astronomiji za izsev), ki ga lahko izseva površina na trdno telo, kot je na primer črna luknja. Imenuje se po angleškem fiziku Arthurju Stanleyu Eddingtonu.
Če je izsev večji od Eddingtonove meje, bo sevalni tlak tako velik, da bo okoliški plin namesto navznoter potisnjen navzven. V zunanjih plasteh telesa bo zaradi sevanja začel nastajati zelo močan zvezdni veter. Brez plina, ki zagotavlja energijo, se izsev zmanjšuje do Eddingtonove meje, ko je plin spet potisnjen navznoter.
Ker je izsev najmasivnejših zvezd precej pod Eddingtonovo mejo, njihov veter večinoma poganja šibkejša notranja absorpcija. Z Eddingtonovo mejo se pojasni izsev akrecijskih črnih lukenj, kot so na primer kvazarji.
Eddington je pri računanju meje izvirno upošteval le sipanje elektronov, kar se včasih imenuje klasična Eddingtonova meja. Modificirana Eddingtonova meja sedaj upošteva tudi druge sevalne procese, kot sta sevanje s prosto mejo in prosto/prosto sevanje (glej zavorno sevanje).

## Izpeljava
Izpeljava meje gre prek izenačitve sevalnega tlaka navzven in v notranjost delujoče gravitacijske sile. Obe sili pojenjata z obratnim kvadratnim zakonom in, ko je enkrat dosežena enakost, je hidrodinamični tok različen skozi vso zvezdo.
Po Eulerjevi enačbi v hidrostatičnem ravnovesju je glavni pospešek enak nič:
{\displaystyle {\frac {\mathrm {d} u}{\mathrm {d} t}}=-{\frac {\nabla p}{\rho }}-\nabla \Phi =0\!\,}
kjer je {\displaystyle u\!\,} hitrost, {\displaystyle p\!\,} tlak, {\displaystyle \rho \!\,} gostota in {\displaystyle \Phi \!\,} gravitacijski potencial. Če nad tlakom prevlada sevalni tlak zaradi sevalnega toka {\displaystyle F_{\rm {rad}}\!\,}, velja:
{\displaystyle -{\frac {\nabla p}{\rho }}={\frac {O}{c_{0}}}F_{\rm {rad}}\!\,.}
Tu je {\displaystyle O\!\,} prepustnost zvezdne snovi. Za ionizirani vodik je {\displaystyle O=\sigma _{\rm {T}}/m_{\rm {p}}}, kjer je {\displaystyle \sigma _{\rm {T}}} presek Thomsonovega sipanja za elektron, {\displaystyle m_{\rm {p}}} pa masa protona.
Izsev vira, ki ga omejuje ploskev {\displaystyle S\!\,}, je:
{\displaystyle L=\int _{S}F_{\rm {rad}}\cdot \mathrm {d} S=\int _{S}{\frac {c_{0}}{O}}\nabla \Phi \cdot \mathrm {d} S\!\,.}
Tu se privzame, da je prepustnost konstantna, in lahko gre ven iz integrala. Gaussov izrek in Poissonova enačba data izsev:
{\displaystyle L={\frac {c_{0}}{O}}\int _{S}\nabla \Phi \cdot \mathrm {d} S={\frac {c_{0}}{O}}\int _{V}\nabla ^{2}\Phi \,\mathrm {d} V={\frac {4\pi \kappa c_{0}}{O}}\int _{V}\rho \,\mathrm {d} V={\frac {4\pi \kappa mc_{0}}{O}}\!\,.}
Za čisto ionizirani vodik Eddingtonova meja določa najmanjšo maso aktivnega galaktičnega jedra:
{\displaystyle {\begin{aligned}L_{\rm {E}}&={\frac {4\pi \kappa mm_{\rm {p}}c_{0}}{\sigma _{T}}}\\&\cong 1,26\cdot 10^{31}{\frac {m}{m_{\odot }}}{\rm {W}}=3,2\cdot 10^{4}{\frac {m}{m_{\odot }}}L_{\odot }\!\,,\end{aligned}}}
kjer je:
- {\displaystyle L_{\rm {E}}\!\,} – največji izsev, ki ga lahko izseva površina
- {\displaystyle \kappa \!\,} – gravitacijska konstanta
- {\displaystyle m\!\,} –  masa osrednjega trdnega telesa
- {\displaystyle m_{\odot }\!\,} – Sončeva masa
- {\displaystyle L_{\odot }\!\,} – Sončev izsev
- {\displaystyle c_{0}\!\,} – hitrost svetlobe

Masa protona se pojavlja, ker v običajnem okolju zunanjih plasti zvezde sevalni tlak deluje na elektrone, ki jih odnaša stran od središča. Ker je tlak na protone po vzoru Thomsonovega sipanja zanemarljiv zaradi njihove večje mase, nastaja šibko ločevanje naboja in zaradi tega radialno usmerjeno električno polje. Polje dviguje pozitivne naboje, ki so običajno prosti protoni pod pogoji zvezdnih atmosfer. Ko je zunanje električno polje dovolj veliko, da protoni glede na gravitacijo lebdijo, se elektroni in protoni osvobodijo skupaj.